# 岩墙群

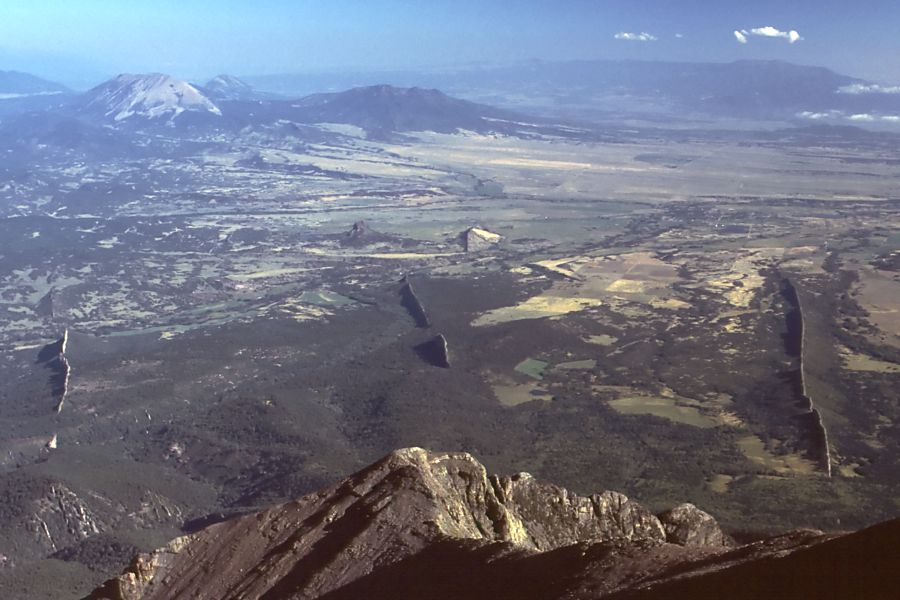
從美國科羅拉多西西班牙峰輻射出來的岩墙群

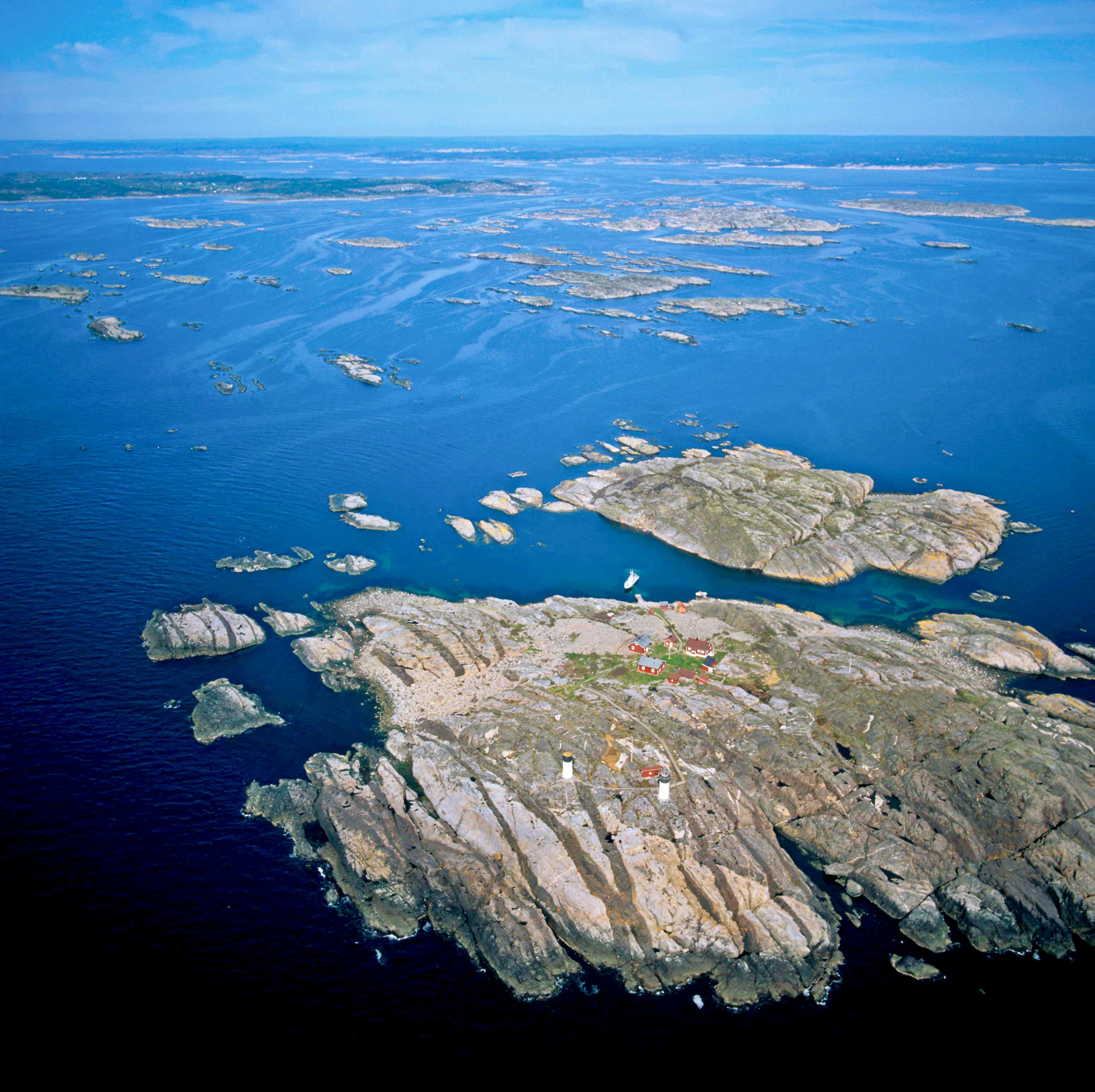
瑞典西部科斯特群島的卡特松德-科斯特堤壩群景觀

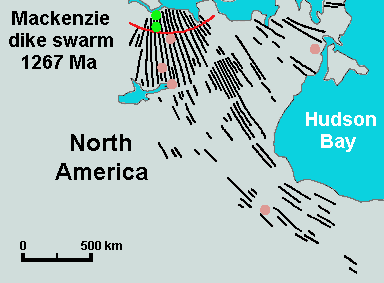
加拿大麥肯齊岩墙群地圖

岩墙群是一种厚度比较稳定的近直立的板状岩浆侵入体的集合体。作为超大陆初始裂解的标志，岩墙群在全球超级大陆恢复重建研究中越来越得到高度重视。尤其，陆缘放射状（或扇状）分布的岩墙群及其在超大陆裂解中的大地构造作用成为前寒武纪地质研究的前沿热点课题。在古大陆对比和超大陆再造研究中陆缘的放射状岩墙群比陆内平行分布的岩墙群更具有对比意义。
在全球各大克拉通内广泛发育前寒武纪岩墙群，主要以晚前寒武纪基性岩墙群为主。与超大陆裂解事件相关的基性岩墙群一般宽数十米至数百米，长数十公里至数百公里，甚至上千公里，绝大多数晚前寒武纪岩墙群未变形变质。世界上最大的放射状（扇形分布）基性岩墙群是加拿大地盾1.27 Ga的馬更些岩墙群，长度达2000公里以上，扇形夹角100°，岩墙群焦点在加拿大北部的同时代的科珀曼河溢流玄武岩区，两者构成世界著名的与地幔柱相关的大岩浆省（Ernst et al., 1992, 1995, 2005）。
目前已知的大型岩牆群只有25個。大多數幾何狀的大型岩牆群被板塊運動摧毀，所以我們對它的認識不足。
世界上著名的岩墙群学家以加拿大的Halls教授和Ernst博士为代表，中国的岩墙群学家以侯贵廷教授和彭澎博士为代表人物。

## 岩墙群列表
- 馬更些岩牆群 (加拿大西北部)
- 獨立岩牆群 (美國加洲東部)
- Kangaamiut dike swarm (格陵蘭西部)
- Orano Dike Swarm (意大利厄爾巴島)
- Warm Springs Mountain Dike Swarm
- Madalena Radial Dike Swarm (美國懷俄明州東南部)
- 甘迺迪岩牆群 (美國懷俄明州東南部)
- 埃格爾松岩牆群 (挪威東南部)
- Shirotori-Hiketa Dike Swarm (日本四國東北部)
- Matachewan dike swarm (加拿大安大略省東部)
- Mistassini dike swarm (加拿大魁北克省西部)
- 富蘭克林岩牆群 (加拿大北部)
- 格倫維爾岩牆群 (加拿大安大略省及魁北克省)
- 馬拉松岩牆群 (加拿大安大略省西北部)
- 華北岩牆群 (中國華北陸塊)
- Kildonnen 岩牆群 (蘇格蘭阿然島)
- San Rafael Swell 岩牆群 (美國猶他州)